# 썬더맨 (프라모델)
썬더맨은 2000년에 설립된 퓨처사이버 주식회사가 2015년 국내 최초 창작 로봇 프라모델인 로봇 1호기이다.
서울 성동구 성수일로8길 5 서울숲 SK V1 타워에 퓨처사이버 서울공장이 위치해 있으며 물류센터는 광주광역시에 위치해 있다.